# Marie-Odile Amaury
Pour les articles homonymes, voir Amaury.
Marie-Odile Amaury, née Kuhn en 1940 à Strasbourg, est une personnalité française du monde des affaires.

## Biographie
Marie-Odile Kuhn est née à Strasbourg, dans une famille de la bourgeoisie strasbourgeoise. Son père est opticien. Elle est licenciée ès lettres et diplômée de l'école de journalisme de Strasbourg. 
Elle rencontre Philippe Amaury au milieu des années 1960, et l'épouse en 1969.
Elle dirige le Groupe Amaury après la mort de son époux en 2006, à 65 ans, pour préserver le bien de ses enfants qui ont alors rejoint le Groupe depuis peu. Elle en devient la Présidente directrice générale, et décide notamment de recentrer cette entreprise sur le sport, en vendant Le Parisien libéré à LVMH en 2015. Dans le domaine du sport, le Groupe Amaury est notamment propriétaire du Groupe L'Équipe et d'A.S.O., organisateur d'évènements sportifs, notamment du Tour de France,. En 2020, Marie-Odile Amaury dirige en particulier ce groupe durant la crise du Covid-19, essayant de prendre en compte au mieux les conséquences de cette crise sanitaire mondiale dans le domaine sportif.

## Distinctions
- Commandeure de l'ordre national du Mérite. Elle est promue commandeure le 3 décembre 2019[6], après avoir été directement nommée officière le 14 novembre 2008[7].
- Chevalière de la Légion d'honneur. Elle est nommée chevalière le 30 décembre 2011[8].
- Commandeure de l'ordre de la Couronne de Belgique